# Death by Manipulation
Death by Manipulation è un album di raccolta del gruppo extreme metal britannico Napalm Death, pubblicato nel 1991.

## Tracce
1. Mass Appeal Madness – 3:29
2. Pride Assassin – 2:05
3. Unchallenged Hate – 2:07
4. Social Sterility – 1:13
5. Suffer the Children – 4:20
6. Siege of Power – 3:33
7. Harmony Corruption (instrumental) – 3:32
8. Rise Above – 2:42
9. The Missing Link – 2:17
10. Mentally Murdered – 2:11
11. Walls of Confinement – 2:56
12. Cause and Effect – 1:26
13. No Mental Effort – 4:08
14. Multinational Corporations Pt. 2 – 1:32
15. Re-address the Problem – 0:33
16. Changing Colours – 0:57
17. From the Ashes – 0:49
18. Understanding – 0:07
19. Stalemate – 1:09

## Formazione
Tracce 1-7
- Mark "Barney" Greenway – voce
- Shane Embury – basso
- Mitch Harris – chitarra
- Jesse Pintado – chitarra
- Mick Harris – batteria, cori

Tracks 8–19
- Lee Dorrian – voce
- Shane Embury – basso
- Bill Steer – chitarra
- Mick Harris – batteria